# Raparna grisescens
Raparna grisescens là một loài bướm đêm trong họ Noctuidae.